# Maria Grazia Pagano
Maria Grazia Pagano (n. 5 noiembrie 1945, Napoli, Italia – d. 18 septembrie 2022, Napoli, Italia) a fost o profesoară și politiciană italiană. Membră a Partidului Democrat de Stânga și mai târziu a Democraților de Stânga, ea a servit în Senatul Republicii între 1992 și 2006  și în Parlamentul European din 2008 până în 2009. 
Pagano a murit la Roma pe 17 septembrie 2022, la vârsta de 76 de ani. 